# Projekt Blinkenlights

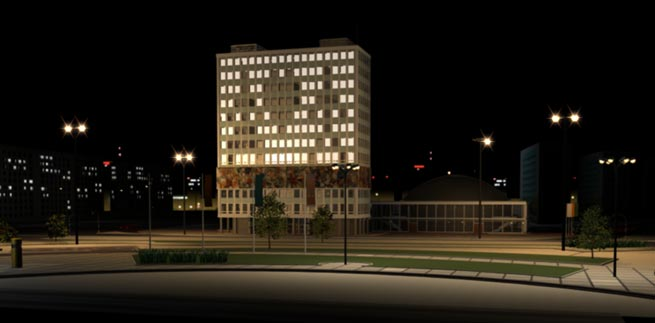
Blinkenlights am Haus des Lehrers (3D-Rendering)

Projekt Blinkenlights ist eine unabhängige Künstlergruppe, die aus dem Chaos Computer Club hervorgegangen ist und sich durch interaktive Lichtinstallationen an Gebäuden einen Namen gemacht hat. Das Projekt wurde 2003 für den Webby Award in der Kategorie Net-Art nominiert. Der Name Blinkenlights ist ein Ausdruck des internationalen Hackerjargons.

## Installationen
Projekt Blinkenlights hat im Laufe der Jahre verschiedene Projekte durchgeführt.

### Blinkenlights

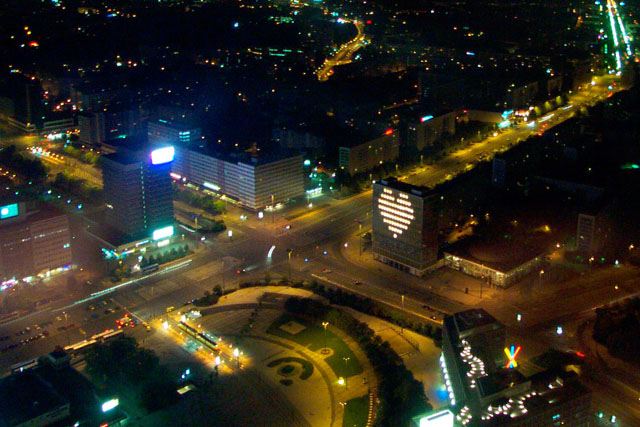
Blinkenlights vom Berliner Fernsehturm aus gesehen

Im Jahre 2001 wurde der Name Blinkenlights als Titel für eine Lichtinstallation im Haus des Lehrers am Alexanderplatz in Berlin gewählt.
Sie ging zum 20. Jahrestag der Gründung des Chaos Computer Clubs am 11. September 2001 in Betrieb und wurde von Mitgliedern des Clubs erdacht und realisiert.
Hinter den Fenstern der oberen acht Etagen des Gebäudes wurden Baustrahler auf selbstgebauten Holzständern installiert. Die Baustrahler wurden über je ein Relais von einem zentralen Computer ein- und ausgeschaltet. Damit fungierten die insgesamt 144 Lampen als riesiger Bildschirm (acht Etagen mit je 18 Fenstern). Um die Fenster wie große Pixel wirken zu lassen, wurden sie von innen mit Wandfarbe angestrichen.
Mit der Software BlinkenPaint konnte jedermann selbst Animationen am eigenen Computer erstellen und sie per E-Mail einsenden. Die Einsendungen wurden der Playlist hinzugefügt und ergänzten sich zu einem abwechslungsreichen Programm, das die ganze Nacht über lief.
Mit Hilfe eines Mobiltelefons konnte man außerdem – alleine oder zu zweit – das Computerspiel Pong spielen.
Persönliche Liebesbotschaften – die so genannten Blinkenlights Loveletters – konnten nach Einsendung per Telefon abgerufen werden.
Die Betriebssoftware von Projekt Blinkenlights ist unter der Freie-Software-Lizenz GNU GPL veröffentlicht und wird für zahlreiche Nachbauten eingesetzt.
Die Installation wurde am 23. Februar 2002 nach über fünf Monaten Laufzeit im Rahmen einer großen Abschlussparty abgeschaltet.

### Arcade
Im Oktober 2002 wurde während des Kulturfests Nuit blanche in Paris eine neue Variante namens Arcade installiert. Diese neue Variante, welche im Tour de Lois der Bibliothèque nationale de France installiert war, konnte bis zu acht Graustufen darstellen. Neben dem von Blinkenlights bekannten Pong war es möglich, die Computerspiele-Klassiker Pac-Man, Breakout und Tetris mit dem Telefon zu spielen.
Mit 520 bespielten Fenstern (20 Etagen mit je 26 Fenstern) und einer 3.370 m² großen Gesamtleuchtfläche war Arcade eine der größten interaktiven Lichtinstallationen aller Zeiten.

### Blinkenlights Reloaded
Während des 20. Chaos Communication Congress im Dezember 2003 wurde Blinkenlights im Haus des Lehrers unter dem Namen Blinkenlights Reloaded noch einmal für zwei Wochen betrieben. Hier kam die gleiche Graustufentechnik wie in Paris zum Einsatz.

### No War
Während des Irakkrieges von 2003 wurde die Fassade des Verlagsgebäudes des Neuen Deutschland mit der Parole "No war (Kein Krieg)" illuminiert. Die Installation wurde von der Typografin Verena Gerlach und Oliver Krieger, zwei Mitgliedern des Projekt Blinkenlights, umgesetzt.

### Blinken-lite
Am 2. und 3. Oktober 2004 wurde in einem neunstündigen Hack das Haus des Lehrers noch einmal mit einer einfachen Blinkenlights-Installation beleuchtet, nämlich mit einem pulsierenden Herz. Unter anderem bestand der Grund für dieses Unternehmen vermutlich darin, dass am Samstagabend auf dem Alexanderplatz ein Teil der 150. Folge der erfolgreichen Fernsehshow Wetten, dass..? ausgestrahlt wurde.

### Stereoscope

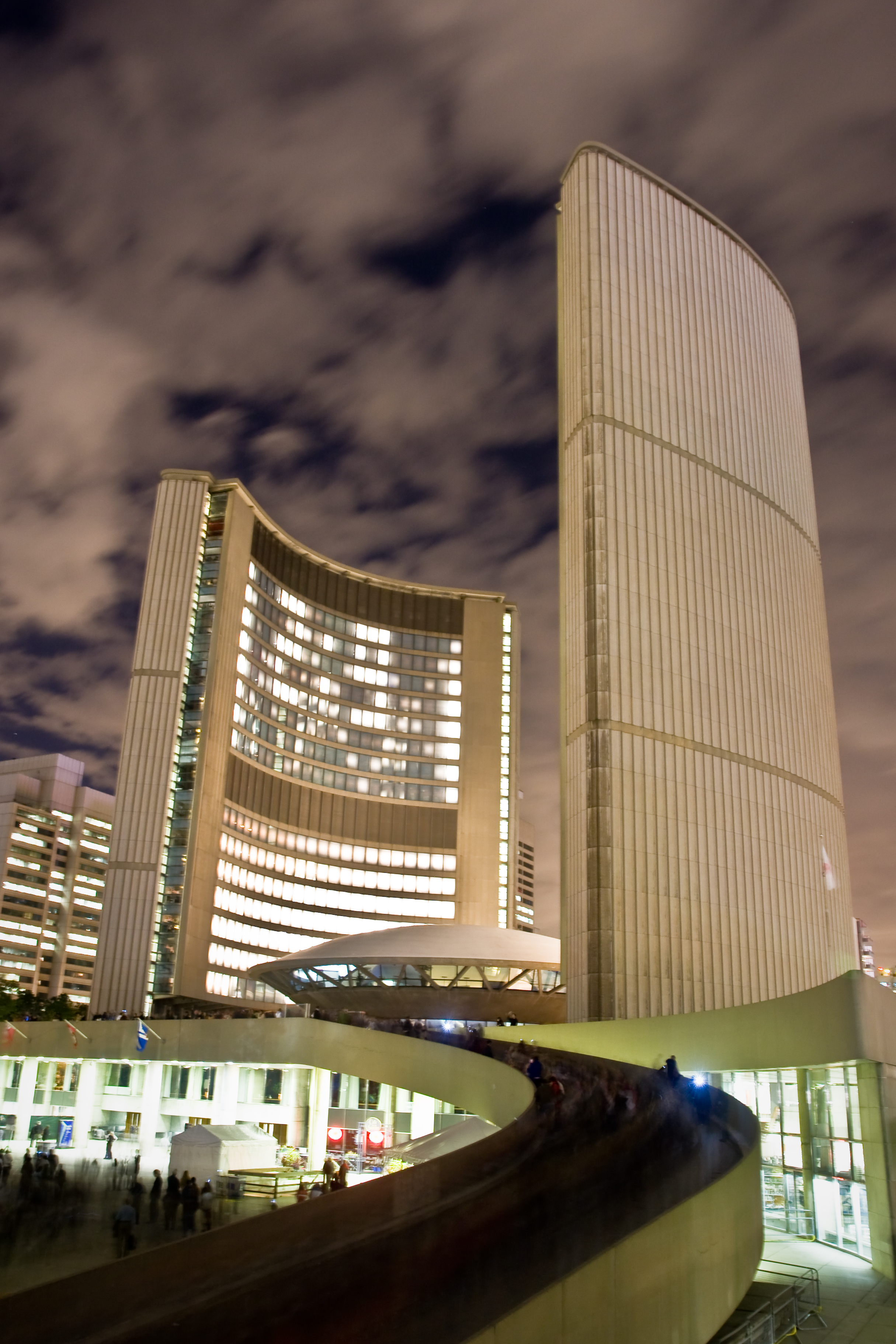
Blinkenlights an der City Hall in Toronto

Am 3. September 2008 kündigte Tim Pritlove eine neue Installation des Projekts Blinkenlights während der Nuit Blanche 2008 an. Beleuchtet wurde die City Hall in Toronto in Kanada.
Der Unterschied zu allen vorherigen Projekten ist die besondere Form des Gebäudes:
Das Rathaus besteht aus zwei Hochhäusern, welche nach innen gekrümmt sind. Beide Gebäude zusammen haben 960 Fenster, respektive 960 Pixel. Die Helligkeit der einzelnen Pixel ließ sich in 16 Stufen einstellen. Des Weiteren besteht die Möglichkeit, eigene Animationen mit Quartz Composer bzw. Stereoscope Paint zu erstellen, ein Simulator für Mac OS X und iPhone ist verfügbar.

## Rezeption
Der Videoclip zu der Single „Was zählt“ aus dem Album „Auswärtsspiel“ der deutschen Punkrock-Band Die Toten Hosen wurde 2001 während der Blinkenlights-Aktion im Haus des Lehrers gedreht. In dem Videoclip sind sowohl das bekannte Herz von außen als auch die Scheinwerfer von innen zu sehen.
In der Modelleisenbahnanlage Miniatur Wunderland gibt es eine Mini-Version von Blinkenlights, welche (da es keinen Berlin-Nachbau gibt) im Hamburg-Abschnitt zu sehen ist. Das dort gastgebende Gebäude ähnelt dem Haus des Lehrers.
Auf dem 38. Chaos Communication Congress (2024) wurde thematisiert, wie Sicherheitslücken in fernsteuerbaren Straßenlaternen ausgenutzt werden könnten, um einen Stromausfall herbeizuführen oder um eine stadtweite, von Blinkenlights inspirierte Kunstinstallation zu schaffen.

## Verwandte Themen
- Nonogramm – Ein japanisches Logikrätsel aus wenigen Schwarz-Weiß-Pixeln, entstanden aus einer ähnlichen Idee. Anwendung fand dies beispielsweise in der Folge "Murder on Public Broadcast" (殺人公開放送) der Japanischen Krimiserie Furuhata Ninzaburō von 1994. Bei der Überführung des Mörders manipuliert der Detektiv die Lichter eines nahegelegenen Gebäudes, um darauf die Nachricht "10th" und ein Rastersymbol darzustellen[11].